# For How Much Longer Do We Tolerate Mass Murder?
For How Much Longer Do We Tolerate Mass Murder? je druhé studiové album anglické skupiny The Pop Group. Vydáno bylo 21. března roku 1980 společnostmi Rough Trade Records a Y Records. Producenty nahrávky byli členové skupiny. Jde o poslední album kapely až do roku 2015, kdy vyšla deska Citizen Zombie. Oproti předchozí desce (Y z roku 1979) se zde změnila sestava skupiny, a to na postu baskytaristy: Simona Underwooda nahradil Dan Catsis. Zároveň jde o poslední album kapely, na němž hrál kytarista John Waddington (na dalších deskách hrál na kytaru pouze jeden hudebník).

## Seznam skladeb
1. „Forces of Oppression“ – 2:33
2. „Feed the Hungry“ – 4:15
3. „One Out of Many“ – 1:52
4. „Blind Faith“ – 4:03
5. „How Much Longer“ – 4:57
6. „Justice“ – 3:06
7. „There Are No Spectators“ – 4:13
8. „Communicate“ – 4:40
9. „Rob a Bank“ – 2:18

## Obsazení
Hudebníci
- Mark Stewart – zpěv
- Gareth Sager – kytara, saxofon
- John Waddington – kytara
- Dan Catsis – baskytara
- Bruce Smith – bicí, perkuse

Ostatní
- The Last Poets – aranžmá
- Dave Anderson – mixing, nahrávání
- The Pop Group – produkce, nahrávání